# Mostazas nitrogenadas

HN1 (bis(2-cloroetil)etilamina)

HN2 (bis(2-cloroetil)metilamina, mustina)

HN3 (tris(2-cloroetil)amina)

Las mostazas nitrogenadas (NMs) son compuestos orgánicos citotóxicos con el grupo funcional bis(2-cloroetil)amino ((ClC2H4)2NR). Aunque originalmente se produjeron como agentes de guerra química, fueron los primeros agentes quimioterapéuticos para el tratamiento del cáncer.  Las mostazas nitrogenadas son agentes alquilantes de ADN no específicos.

## Nombre
Las mostazas nitrogenadas no están relacionadas con la planta de mostaza, ni con su esencia picante, cuyo principio activo es el isotiocianato de alilo; el nombre proviene del olor penetrante de las preparaciones de armas químicas.

## Guerra química
Durante la Segunda Guerra Mundial, Alfred Gilman y Louis Goodman estudiaron las mostazas nitrogenadas en la Escuela de Medicina de Yale y, en diciembre de 1942, comenzaron los ensayos clínicos en humanos con mostazas nitrogenadas para el tratamiento del linfoma. A principios de diciembre de 1943, un incidente durante el ataque aéreo sobre Bari, Italia, provocó la liberación de gas mostaza, lo que afectó a varios cientos de soldados y civiles.Cuando se realizó el examen médico a los supervivientes, se observó una disminución del número de linfocitos. Una vez terminada la Segunda Guerra Mundial, el incidente de Bari junto con los estudios del grupo de Yale convergieron, lo que impulsó la búsqueda de otros compuestos similares. Debido a su uso en estudios previos, la mostaza nitrogenada conocida como “HN2” se convirtió en el primer fármaco de quimioterapia: la mustina.

## Ejemplos
La mostaza nitrogenada mustina (HN2) ya no se utiliza habitualmente en su formulación intravenosa original debido a su excesiva toxicidad. Otras mostazas nitrogenadas desarrolladas incluyen ciclofosfamida, clorambucilo, uramustina, melfalán y bendamustina . La bendamustina ha resurgido recientemente como un tratamiento quimioterapéutico viable.
Las mostazas nitrogenadas que pueden emplearse con fines bélicos están estrictamente reguladas. Las designaciones de sus armas son:
- HN1: bis(2-cloroetil)etilamina
- HN2: bis(2-cloroetil)metilamina
- HN3: tris(2-cloroetil)amina

La normustard (mustina sin un grupo metilo en el átomo de nitrógeno; bis(2-cloroetil)etilamina) se puede utilizar en la síntesis de fármacos piperazínicos, como la mazapertina, el aripiprazol y la fluanisona. La canfosfamida también se elabora a partir de mostaza común.
También se prepararon algunas mostazas nitrogenadas de opiáceos, aunque no se sabe si son antineoplásicas. Los ejemplos incluyen clornaltrexamina y cloroximorfamina.

## Mecanismo de acción
Las mostazas nitrogenadas forman iones de amonio cíclicos (iones aziridinio) por desplazamiento intramolecular del cloruro por el nitrógeno de la amina. Este grupo aziridinio luego alquila el ADN una vez que es atacado por el centro nucleofílico N-7 en la base de guanina. Un segundo ataque después del desplazamiento del segundo cloro forma el segundo paso de alquilación que da como resultado la formación de enlaces cruzados entre cadenas (ICL), como se demostró a principios de la década de 1960. En ese momento, se propuso que los ICL se formaban entre el átomo N-7 del residuo de guanina en una secuencia 5'-d(GC).   Más tarde se demostró claramente que las mostazas nitrogenadas forman un ICL 1,3 en la secuencia 5'-d(GNC).
El fuerte efecto citotóxico causado por la formación de ICL es lo que hace que los NMs sean agentes quimioterapéuticos eficaces. Otros compuestos utilizados en la quimioterapia contra el cáncer que tienen la capacidad de formar ICL son el cisplatino, la mitomicina C, la carmustina y el psoraleno. Este tipo de lesiones son efectivas para forzar a la célula a sufrir apoptosis a través de p53. Hay que tener en cuenta que el daño alquilante en sí mismo no es citotóxico y no causa directamente la muerte celular.

## Seguridad
Las mostazas nitrogenadas son agentes vesicantes potentes y persistentes. Por tanto, las HN1, HN2 y HN3 se clasifican como sustancias de la Lista 1 de la Convención sobre Armas Químicas. Así pues, la producción y el uso de estas sustancias están fuertemente restringidos.

## Lectura adicional
- Stanford University School of Medicine (2013). «Topical Nitrogen Mustard (Mustargen)». stanford.edu.
- University of California, Los Angeles (2002). «Brassica alba or Sinapis nigra». ucla.edu.

- Datos: Q414004
- Multimedia: Nitrogen mustards / Q414004